# Нан Мадол
Нан Мадол је археолошки локалитет који се налази на Коралним острвима, Понпеј државе Савеза Држава Микронезије ) у западном делу Тихог океана, у Микронезији . До 1628. године Нан Мадол је био главни град острвске династије Сауделеур  . Назив Нан Мадол значи "простор између", што се односи на мрежу водених канала који покривају рушевине. Према Гене Асхбију оригинални назив места је био Стоун Нан-линг ("Небески гребен") , па се често назива и Венецијом Тихог океана. Град се састоји од низа малих вештачких острва која су међусобно повезана мрежом водених канала. Центар локације обухвата камене зидове дужине око 1,5 km и ширине 0,5 km, са стотинама вештачких острва-платформи испуњених камењем и коралима између плимских канала. Димензије његових структура, њихова техничка софистицираност и концентрација мегалитских конструкција су доказ сложених друштвених и верских традиција острвских друштава из тог периода. Због тога је обредно средиште Нан Мадола уписано на УНЕСКО-в списак места светске баштине у Аустралији и Океанији 2016. године, а на списак угрожених места светске баштине уписан је одмах због константних претњи локалитета воденим струјама и неконтролисаном расту мангрова који подривају постојеће структуре.

## Историја
Нан Мадол се налази између главног острва и острва Темвен; ова област је од давнина била насељена. Међутим, тек су се од 8. или 9. века почела градити вештачка острва мегалитских структура, а тек се од 12. или 13. века повезују доба легендарне династије Сауделеур. Нан Мадол је био ритуално и политичко средиште ове династије, која датира од 12. века до 1628. године. У то време владало је краљевство са око 25.000 људи на острву Понпеј.
Према традицији, градитељи сложених мегалитских конструкција Лелуха на острву Кошре су доселили на острво Помпеј, Нан мадол, где су искористили своја градитељска знања да направе још величанственије грађевине. Заиста, на острву Лелух се могу пронаћи сличне базалтне зграде и вештачка острва која су с насипом спојена са острвом Кошре. Али анализа радиоактивног угљеника показује да су зграде Нан Мадола почеле да се граде два века пре њих. Сличност између комплекса Лелух и Нан Мадол је да је сврха изградње одвојеног града на каналима вероватно одвајање племства од обичних људи.
Помпејска легенда каже да су Нан Мадол саградили чаробњаци Олисихпа и Олосопа из митолошког Западног Катауа. Два брата стигла су у великом кануу у потрази за местом за постављање олтара у част бога пољопривреде. После неколико неуспеха успели су да направе олтар близу Темвена. Према традицији, браћа су носила камене блокове магичним силама кроз ваздух помоћу летећег змаја. Када је Олисихпа умро, Олосохпа се оженио локалном девојком која је тиме постала наследник династије Сауделеур 12 генерација. Оно што се на крају догодило митолошкој династији Сауделеур није познато. Легенда говори о нападу бога олује, док други верују да су династије уништили ратници са југоистока Косре. Они су ратници под вођством митског краља Исокелекела, који је такође владао од Нан Мадолом, али његови наследници су напустили насеље. Исокелек је започео период Нахнмварки (племените вође) и данашњи житељи Помпеја верују да су његови потомци.

## Карактеристике
Археолошки локалитет обухвата површину од преко 18 km² и укључује камену архитектуру на коралном гребену острва Темвен, много вештачких острва, те у близини обале острва Помпеј. Само село са својим познатим зидинама протеже се око 1,5 km у дужину и 0,5 km у ширину и састоји се од готово 100 вештачких острваца, који су формирани попуњавањем коралне платформе, остављајући између њих широке и плитке канале за саобраћај бродова. Угљенично датирање указује на то да је Нан Мадол почео да се гради око 1200. године пре нове ере, а људи овде живе око 200 година п. н. е.. Током изградње користио се црни базалт који је прикупљен са острва Помпеј. Изградња насеља вероватно је трајала око 300 година. Острва су квадратног облика, а у североисточном делу града било је посебно место са гробницама на 58 острва. Нека острва су била намењена за одређене активности као што су: припремање хране, изградња кануа, производња кокосовог уља и сл. Вештачка острва су дуж обале имала зидове који су достизали 5,5-9,1 m висине. Град није имао извор пијаће воде или хране коју су морали достављати заједнички бродови са главног острва. 
Нан Мадол је био специјално одмаралиште намењено социјалној елити острва. Град је имао од 500 до 1000 становника, а већина становништва није била племство. Градски владари су користили град како би контролисали своје противнике који су били присиљени да живе у насељу. Град је такође био веома важан религиозни центар.